# فانوس‌ماهی دم‌خاری
فانوس‌ماهی دم‌خاری (نام علمی: Notoscopelus caudispinosus) نام یک گونه از تیره فانوس‌ماهی است.